# Jovan Popović
Jovan Popović (serb. cyrylica  Јован Поповић, ur. 11 maja 1987 w Belgradzie) – serbski wioślarz.

## Osiągnięcia
- Mistrzostwa Świata Juniorów – Banyoles 2004 – dwójka bez sternika – 4. miejsce[1].
- Mistrzostwa Świata Juniorów – Brandenburg 2005 – dwójka bez sternika – 5. miejsce[1].
- Mistrzostwa Świata U-23 – Amsterdam 2005 – czwórka bez sternika – 1. miejsce[1].
- Mistrzostwa Świata U-23 – Hazewinkel 2006 – dwójka bez sternika – 2. miejsce[1].
- Mistrzostwa Świata – Eton 2006 – dwójka ze sternikiem – 1. miejsce[1].
- Mistrzostwa Świata U-23 – Glasgow 2007 – czwórka bez sternika – 5. miejsce[1].
- Mistrzostwa Świata – Monachium 2007 – czwórka ze sternikiem – 2. miejsce[1].
- Mistrzostwa Świata – Monachium 2007 – czwórka bez sternika – 24. miejsce[1].
- Mistrzostwa Europy – Poznań 2007 – czwórka bez sternika – 5. miejsce[1].